# NN-326
La carretera NN‑326 es una vía departamental secundaria ubicada en el municipio de Paiwas, en la Región Autónoma de la Costa Caribe Sur de Nicaragua. Tiene una longitud de 5.74 kilómetros y fue inaugurada en 2025. Esta ruta conecta la localidad de Bocana de Paiwas con la comunidad de Villa Siquia.

## Trazado y cruces
La siguiente tabla muestra su recorrido, localidades y principales conexiones:
| km   | Localidad        | Departamento / Región | Conexión / Ruta |
| ---- | ---------------- | --------------------- | --------------- |
| 0.0  | Bocana de Paiwas | RACCS                 |                 |
| 5.74 | Villa Siquia     | RACCS                 |                 |